# Dana Terrace
Dana Terrace (Hamden, 8 de diciembre de 1990) es una directora, dibujante,  escritora y guionista gráfica estadounidense. Es la creadora de la serie de Disney Channel The Owl House. Previamente fue directora en Patoaventuras y encargada del guion gráfico en Gravity Falls.

## Biografía
Terrace nació en Hamden, Connecticut. Pasó ocho años en una escuela católica, donde obtuvo interés en pintores como John Bauer, Remedios Varo y El Bosco. De niña miraba series como The Powerpuff Girls, South Park y Los Simpson, las cuáles junto a las películas de Hayao Miyazaki, la historieta Garfield y Pokémon influirían en su futuro trabajo, realizando folioscopios en su tiempo libre.
Tras finalizar sus estudios secundarios, comenzó a estudiar animación en la Escuela de Artes Visuales de Nueva York. En su tercer año de estudios, realizó el corto Kickball, el cual fue elogiado por su diseño y "movimiento expresivo" y le valió una beca del National Board of Review. En 2013, realizó el corto Mirage junto a Iker Maidagan. Maidagan estuvo a cargo del diseño y la historia, mientras que Terrace animó y diseñó a los personajes. La película fue elogiada por ser "impecablemente ejecutada" y fue mostrada en el LA Shorts Fest, lo que permitió que Maidagan y Terrace obtuvieran el premio Alumni Scholarship.
En 2011 Terrace junto Vivienne Medrano y su compañera de cuarto Luz Batista fue asistente para el corto tesis de Zach Bellissimo titulado Blenderstein!. El corto ganaría un premio Dusty por "Mejor animación tradicional y logro en el diseño de personajes de animación tradicional". En junio de 2012 fue agradecida en los créditos del corto tesis de Rachel Errede titulado Nym, volvería a ser agradecida en mayo de 2013 en el corto de Minje Chung llamado Harvest Season.
Años después, Terrace describiría su experiencia universitaria como "mixta", en parte debido a la desconexión de sus profesores con el estado del arte de la industria, pero a su vez apreciaba las amistades que realizó allí y las facilidades para poder realizar sus cortos.

## Carrera
Tras graduarse en 2013, Terrace obtuvo una pasantía en JibJab. Allí conocería a un miembro del equipo de Gravity Falls que había visto su corto Mirage y le envió una prueba de guion gráfico, y posteriormente le consiguió un trabajo en la serie como revisionista del guion gráfico. El equipo de Gravity Falls apreciaba el trabajo que Terrace publicaba en su blog de Tumblr y su disposición a trabajar en cualquier tipo de animación. Terrace reconoce a Gravity Falls como su "primer trabajo profesional en animación", donde aprendió a como llevar a cabo un guion gráfico, coordinar un equipo y tener una visión clara. Terrace también estuvo a cargo de la animación de ciertas escenas que eran consideradas muy importantes para ser animadas por estudios subcontratados. La serie fue estrenada el 15 de junio de 2012 y finalizó el 15 de febrero de 2016 recibiendo elogios de la crítica.
Durante una entrevista en 2016, Terrace admitió que originalmente quería trabajar en el equipo de Rebecca Sugar que se encontraba trabajando en Steven Universe, ya que ella admiraba los cortos de estudiante de Sugar, pero debido a que demoraron demasiado en responderle, decidió finalmente trabajar en Gravity Falls. En 2018, estuvo a cargo de la ilustración de 34 páginas en la novela gráfica de Alex Hirsch sobre Gravity Falls.
En 2017 dirigió varios episodios de Patoaventuras a su vez que convirtió al personaje Rosita Vanderquack en uno "más dinámico". Terrace describiría más tarde al trabajo en esa serie como un lugar en el que no se sentía "realizada ni artística ni emocionalmente", lo que la impulsó a crear su propia serie. Ese mismo año también trabajó en los guiones gráficos de Tangled: Before Ever After y Tangled.
Entre fines de 2016 y principios de 2017 Terrace comenzó a desarrollar su propio programa que eventualmente se convertiría en The Owl House. El primero personaje que desarrolló fue Eda Clawthorne el cual está inspirado en varias mujeres de su familia, mientras que el personaje principal Luz Noceda fue nombrado en honor a su compañera de cuarto en la universidad. La serie también está inspirado por Pokémon rojo, un videojuego que el padre de Terrace le regaló antes de su muerte.
El desarrollo formal de la serie comenzó el 23 de febrero de 2018 cuando fue aprobada junto a Amphibia de Matt Braly, y tuvo su estreno el 10 de enero de 2020 en Disney Channel. La serie fue renovada para una segunda temporada el 21 de noviembre de 2019, y para una tercera el 17 de mayo de 2021.
En 2021, Mike Rianda, el director de The Mitchells vs. the Machines reveló que Terrace había participado en el desarrollo del guion gráfico de la película.

### Terrace y la representación LGBTQ+ enThe Owl House
The Owl House ha sido elogiada por la floreciente relación LGBTQ+ entre los personajes Luz Noceda y Amity Blight. Terrace utiliza activamente Twitter para confirmar las identidades LGBTQ+ de los personajes. Aunque Disney inicialmente se resistió a la representación de una relación queer en el programa, Terrace finalmente ganó su apoyo, atribuyendo el cambio de opinión a su "terquedad".

## Vida personal
Terrace se declaró bisexual en 2017, y se basó en sus experiencias para crear el personaje de Luz Noceda en The Owl House.
Entre 2015 y 2022, Terrace mantuvo una relación con el creador de Gravity Falls Alex Hirsch.

## Filmografía

### Televisión
| Año       | Título        | Productora | Guionista | Storyboard | Directora | Actriz | Otro | Rol       | Notas                                   |
| --------- | ------------- | ---------- | --------- | ---------- | --------- | ------ | ---- | --------- | --------------------------------------- |
| 2014-16   | Gravity Falls | No         | No        | Sí         | No        | No     | Sí   |           | Animadora                               |
| 2017      | Tangled       | No         | No        | Sí         | No        | No     | No   |           | Episodio: "El desafío de los valientes" |
| 2017      | Patoaventuras | No         | No        | No         | Sí        | No     | Sí   |           | 6 episodios Animadora                   |
| 2020–2023 | The Owl House | Sí         | Sí        | Sí         | No        | Sí     | No   | Tiny Nose | Creadora y productora ejecutiva         |

### Cine
| Año  | Título                         | Directora | Productora | Guionista | Actriz | Otro | Rol | Notas                                                       |
| ---- | ------------------------------ | --------- | ---------- | --------- | ------ | ---- | --- | ----------------------------------------------------------- |
| 2011 | Blanderstein                   | No        | No         | No        | No     | Sí   |     | Asistente                                                   |
| 2012 | Nym                            | No        | No         | No        | No     | Sí   |     | Agradecimientos                                             |
| 2012 | Harvest Season                 | No        | No         | No        | No     | Sí   |     | Agradecimientos                                             |
| 2012 | Mirage                         | Sí        | Sí         | No        | No     | Sí   |     | Codirección y coproducción Diseño de personajes y animación |
| 2017 | Tangled: Before Ever After     | No        | No         | No        | No     | Sí   |     | Storyboards                                                 |
| 2017 | The Mitchells vs. the Machines | No        | No         | No        | No     | Sí   |     | Storyboards, sin acreditar                                  |

### Nominaciones y premios
| Año  | Premio             | Categoría                                      | Nominado      | Resultado | Ref    |
| ---- | ------------------ | ---------------------------------------------- | ------------- | --------- | ------ |
| 2016 | Daytime Emmy       | Programa animado de clase especial excepcional | Patoaventuras | No        | [ 43 ] |
| 2021 | GLAAD Media Awards | Programación excepcional para niños y familias | The Owl House | No        | [ 44 ] |